# Kyselina abscisová
Kyselina abscisová, též v minulosti zvaná abscisin II nebo dormin, někdy označovaná zkratkou ABA (z angl. abscisic acid) je inhibiční fytohormon, zpomaluje růst rostlin, připravuje rostlinu na období vegetačního klidu. Strukturně patří mezi seskviterpeny. V čistém stavu je to bílý nebo slabě nažloutlý prášek.

## Vznik a příprava
V rostlinách vzniká podobně jako další terpenické látky v chloroplastech a dalších plastidech biosyntézou z kyseliny mevalonové přes aktivovanou formu isoprenu, tj. isopentenylpyrofosfátu a v dalším stupni pravděpodobně přes karotenoidy. především violaxanthin, které se pak štěpí na menší molekuly, včetně molekul kyseliny abscisové. Jeho produkci zvyšuje stres rostlin, především nedostatek vody a mráz.
Připravuje se izolací z přírodního materiálu, především z nezralých plodů bavlníku, z listů různých stromů (např. břízy, platanu aj.), z brambor, citronů, avokáda a dalších ovocných plodů.

## Vlastnosti

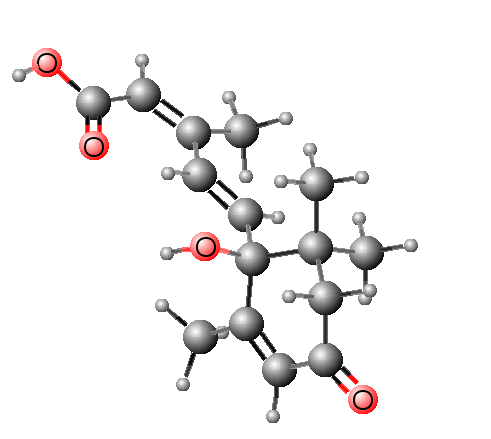
Model molekuly kys. abscisové

Vzhledem k přítomnosti dvou dvojných vazeb a jednoho centra asymetrie v její molekule, může kyselina abscisová existovat v celkem osmi různých stereoizomerech, z nichž pouze zde uvedený je fyziologicky aktivní.
Čistá kyselina abscisová je málo rozpustná ve vodě, prakticky nerozpustná v nepolárních rozpouštědlech (benzen, petrolether), dobře je rozpustná v polárních rozpouštědlech, jako je methanol, ethanol, aceton, chloroform nebo dimethylsulfoxid. Je málo stabilní, rozkládá se jak působením tepla, tak světla, proto je třeba její vzorky uchovávat za nízkých teplot (kolem −20 °C) a v temnu.

## Fyziologické působení
V rostlinách působí zpomalování některých procesů, zejména růstu nadzemních výhonků především potlačováním buněčného dělení v kambiu (druhotném dělivém pletivu) stonku; naproti tomu neomezuje, dokonce někdy i urychluje růst kořenového systému. Způsobuje také uzavírání průduchů, čímž zabraňuje úniku vody z listů v dobách sucha. Kořenový systém při nedostatku vláhy v půdě produkuje větší množství kyseliny abscisové, která je pak transportována do listů. Ve stresových situacích zastavuje zrání plodů a v případě mimořádného stresu prudké zvýšení její hladiny způsobuje opadání nezralých plodů. V době mrazu zřejmě způsobuje opadávání listů a zbylých plodů. Všeobecně se účastní procesů přechodu rostlin do stavu vegetačního klidu (zimního spánku) a zabraňuje předčasnému rašení pupenů. Její zvýšená hladina indukuje syntézu zásobních bílkovin v semenech a v nich také zabraňuje jejich předčasnému klíčení. Inhibuje také působení giberelinů. Důležitou funkci má při škodách způsobených rostlinám různými patogeny tím, že indukuje transkripci zejména proteinázových inhibitorů, čímž urychluje stárnutí již poškozených buněk a buněk v jejich bezprostředním okolí, což může být rostlinou využíváno i v boji proti škůdcům.
Pro teplokrevné živočichy je v podstatě neškodná. U laboratorních krys bylo zjištěno, že smrtelná dávka LD50 je vyšší než 5 000 mg/kg.

## Historie
Látku objevila v roce 1963 jako první skupina vědců vedená Frederickem Addicottem při hledání látek, odpovědných za opadávání plodů bavlníku. Přitom objevili dvě chemické látky, které pojmenovali abscisin I a abscisin II (dnes nazývaný kyselina abscisová). Nezávisle na Addicotovi ve stejné době objevily tuto sloučeninu další dvě skupiny, Jedna, kterou vedl Philip Wareing, studovala procesy spojené s vegetačním klidem u dřevin a ta tuto látku pojmenovala dormin (od pojmu dormance, tedy období vegetačního klidu). Třetí skupina, vedená Van Steveninckem, studovala opadávání květů a lusků vlčího bobu.

## Původ názvu
Triviální název této sloučeniny pochází od termínu abscise, znamenajícího odnětí nebo oddělení, v botanice pak v užším smyslu opadávání listů, nebo padání plodů.